# Notopleura episcandens
Notopleura episcandens là một loài thực vật có hoa trong họ Thiến thảo. Loài này được C.M.Taylor & Lorence mô tả khoa học đầu tiên năm 2003.